# Хоанг Тхи Зуен
Хоанг Тхи Зуен (вьет. Hoàng Thị Duyên; род. 26 апреля 1996, Лаокай) — вьетнамская тяжелоатлетка, выступающая в весовой категории до 59 килограммов. Участница летних Олимпийских игр 2020 года в Токио. 

## Биография
Хоанг Тхи Зуен родилась 26 апреля 1996 года.

## Карьера
Хоанг Тхи Зуен принимала участие на чемпионате Азии 2016 года в весовой категории до 58 килограммов. Она подняла 91 килограмм в рывке и 110 кг в толчке и заняла шестое место. В том же году она стала бронзовым призёром чемпионата Азии среди юниоров с результатом 208 кг (93 + 115).
На чемпионате мира 2018 года в Ашхабаде Хоанг Тхи Зуен участвовала в новой весовой категории до 59 килограммов и завоевала бронзовую медаль в рывке, участвуя в группе B. Вьетнамская тяжелоатлетка подняла 103 килограмма в первом упражнении, а затем толкнула штангу на 120 кг и завершила турнир на шестом месте с результатом 223 кг.
На Кубке мира 2019 года Хоанг Тхи Зуен стала третьей в весовой категории до 59 кг, подняв в сумме 209 кг. На чемпионате Азии подняла 101 кг в рывке, но во втором упражнении не сумела зафиксировать ни один вес. На чемпионате мира в Паттайе заняла девятое место с результатом 214 кг (96 + 118).
Она завоевала золото на Кубке мира 2020 года в Риме, подняв в сумме 213 кг.